# Arancón
Arancón è un comune spagnolo di 105 abitanti situato nella comunità autonoma di Castiglia e León, provincia di Soria. Il centro abitato dista dal capoluogo di provincia Soria circa 18 km.

## Luoghi d'interesse

### Religiosi
- Chiesa dell'Assunzione. Di stile romanico, fu sottoposta a modifiche sostanziali durante il XVIII secolo. Fonte battesimale romanica. Vari intagli del XVIII secolo.
- Rovine del rifugio eremitico di San Bartolomeo

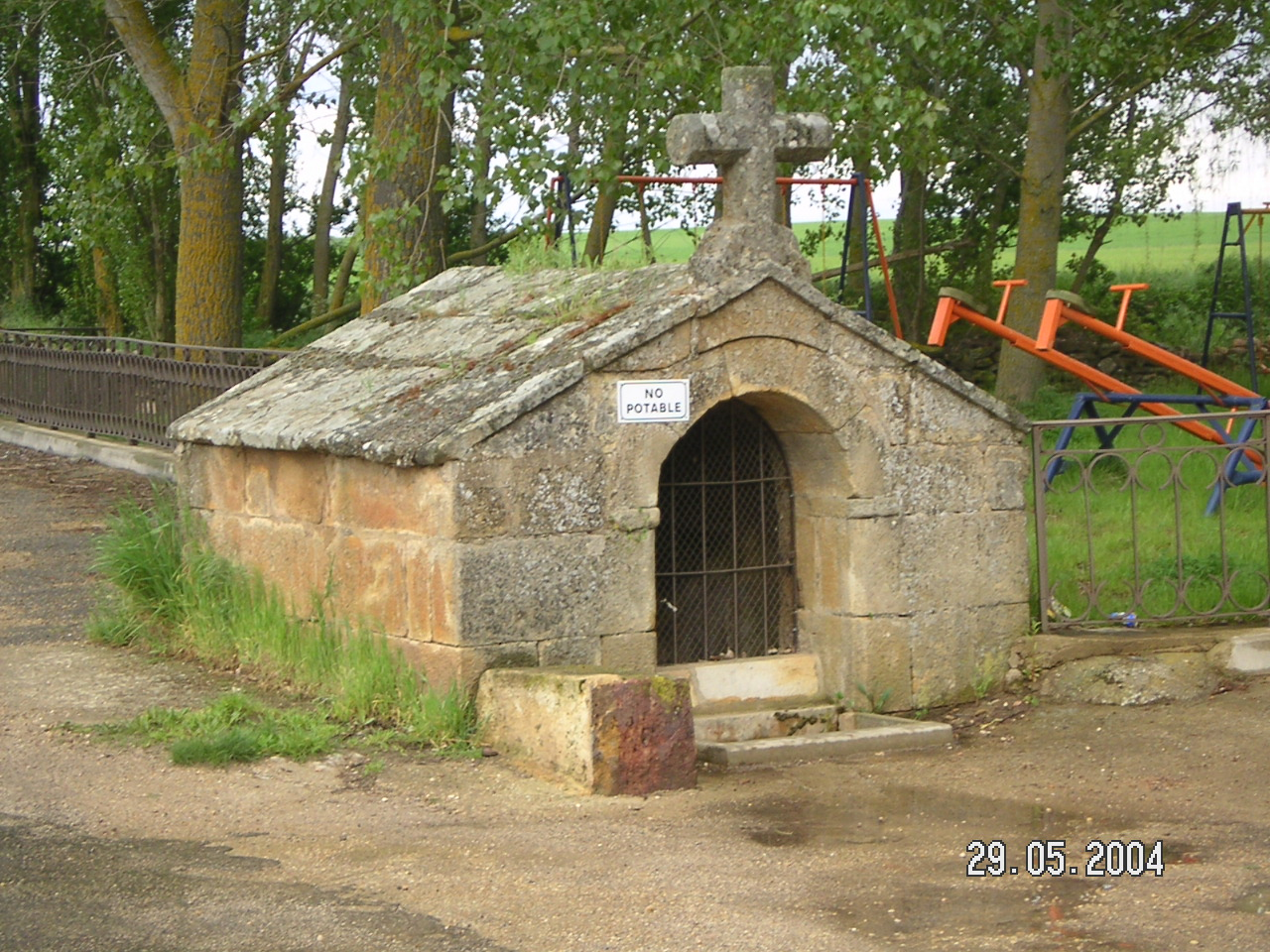
Fonte medioevale della "Rana"

### Civili
- Strada romana, la via 27 di Antonino
- Due pietre miliari romane relative alla strada romana
- Fonte medioevale della "Rana".

## Feste locali
- Vergine delle Acque Calde (Águas Cálidas): prima domenica di giugno
- Feste patronali in onore della vergine di Nostra Signora dell'Assunzione: 15 e 16 agosto
- Festa di san Bartolomeo apostolo: 24 agosto

## Società

### Evoluzione demografica

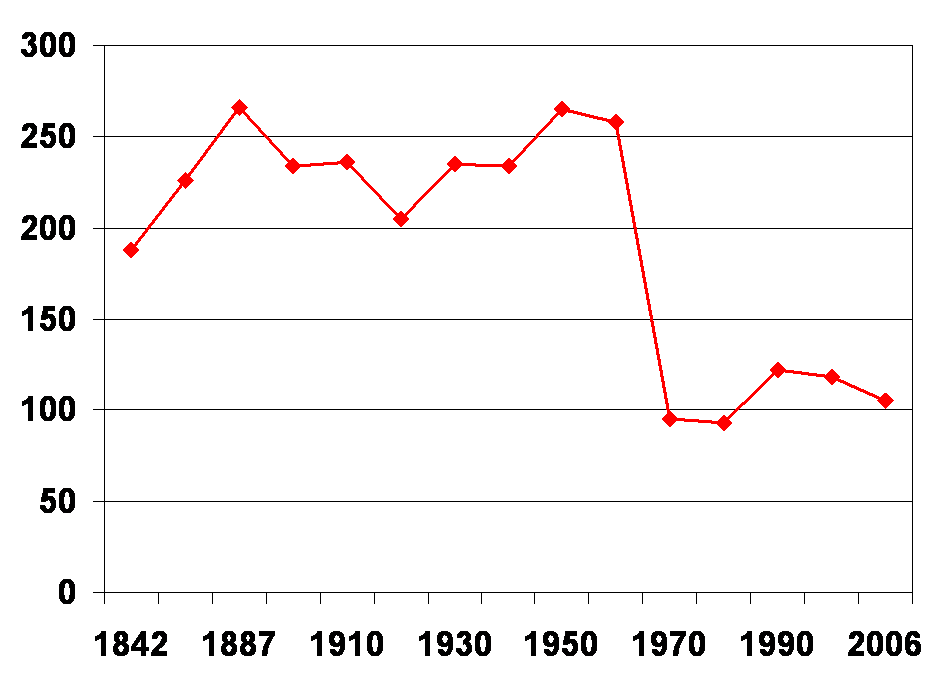
Evoluzione demografica di Arancón.

| 1842 | 1860 | 1887 | 1900 | 1910 | 1920 | 1930 | 1940 |  |
| ---- | ---- | ---- | ---- | ---- | ---- | ---- | ---- |  |
| 188  | 226  | 266  | 234  | 236  | 205  | 235  | 234  |  |
| 1950 | 1960 | 1970 | 1980 | 1990 | 1996 | 2001 | 2005 |  |
| 265  | 258  | 95   | 93   | 122  | 115  | 116  | 108  |  |